# Орден Хреста Незалежності
Орден Хреста незалежності (пол. Order Krzyża Niepodległości, OCN) — займає п'яте місце у нагородній системі Польщі. Був заснований Законом від 5 серпня 2010 року і є правонаступником (спорідненим) Хреста Незалежності, створеного 29 жовтня 1930 року.

## Класи
Порядок поділяється на два класи :
- I клас — хрест із мечами ордена «Незалежності» — носять на шиї на стрічці шириною 45 мм;
- II клас — Хрест Хреста Незалежності — носять на лівій груді на стрічці шириною 40 мм.

### Історія відновлення
Ідея відновлення Хреста Незалежності з'явилася після 1989 року, але лише у 2008 році начальник Управління ветеранів і жертв насилля Януш Крупський повідомив про бажання відтворити нагороду в канцелярії Президента Республіки Польща Леха Качинського.
5 березня 2010 року розроблено парламентський законопроєкт про відновлення Хреста незалежності та створення Хреста свободи і солідарності, підготовлений Краківським комітетом з питань відновлення нагород.
10 квітня 2010 року в аварії польського літака Ту-154М в Смоленську загинули 5 з 31 депутатів, які подали законопроєкт до Сейму (Гражина Генсичка, Пшемислав Госевський, Мацей Плажиньський, Кшиштоф Путра і Збігнєв Вассерманн) і 2 високопоставлені державні службовця (держсекретар Януш Крупський і президент Інституту національної пам'яті Януш Куртика), в зв'язку з трагедією подальший розгляд в сеймі цього питання було призупинено

### Кількість нагороджених орденом на 2017)
| рік   | 1 ступеня | 2 ступеня | ВСЬОГО |
| ----- | --------- | --------- | ------ |
| 2013  | 35        | 58        | 93     |
| 2014  | 12        | 37        | 49     |
| 2015  | 39        | 53        | 92     |
| 2016  | 11        | 71        | 82     |
| 2017  | 6         | 45        | 51     |
| разом | 103       | 264       | 367    |